# Verticordia harveyi
Verticordia harveyi är en myrtenväxtart som beskrevs av George Bentham. Verticordia harveyi ingår i släktet Verticordia och familjen myrtenväxter. Inga underarter finns listade i Catalogue of Life.